# Inarajan River
Inarajan River är ett vattendrag i Guam (USA).   Det ligger i kommunen Inarajan, i den södra delen av Guam, 22 km söder om huvudstaden Hagåtña. Det mynnar ut i Inarajan Bay.